# UCI-Mountainbike-Weltcup 1994
Beim UCI-Mountainbike-Weltcup 1994 wurden durch die Union Cycliste Internationale Weltcup-Sieger im Cross-Country und im Downhill ermittelt.
Im Cross-Country XCO wurden zehn Rennen an unterschiedlichen Weltcup-Stationen ausgetragen, im Downhill insgesamt sechs Rennen. Mit dem Cross-Country-Rennen in Cairns machte der Weltcup erstmals auf dem australischen Kontinent Station.

## Cross-Country

### Frauen Elite
| Rnd | Datum        | Ort                | Erste           | Zweite             | Dritte             |
| --- | ------------ | ------------------ | --------------- | ------------------ | ------------------ |
| 1   | 17. April    | Madrid             | Juliana Furtado | Caroline Alexander | Susan DeMattei     |
| 2   | 24. April    | Elba               | Alison Sydor    | Juliana Furtado    | Silvia Fürst       |
| 3   | 1. Mai       | Houffalize         | Juliana Furtado | Silvia Fürst       | Caroline Alexander |
| 4   | 8. Mai       | Plymouth           | Juliana Furtado | Susan DeMattei     | Caroline Alexander |
| 5   | 18. Juni     | Mount Snow         | Juliana Furtado | Ruthie Matthes     | Chantal Daucourt   |
| 6   | 26. Juni     | Mont Sainte-Anne   | Juliana Furtado | Silvia Fürst       | Caroline Alexander |
| 7   | 8. Juli      | Mammoth Lakes      | Juliana Furtado | Caroline Alexander | Tammy Jacques      |
| 8   | 31. Juli     | Cairns             | Susan DeMattei  | Janine Feyaerts    | Meg Carrigan       |
| 9   | 7. August    | Lenzerheide        | Paola Pezzo     | Alison Sydor       | Chantal Daucourt   |
| 10  | 4. September | Silver Star/Vernon | Alison Sydor    | Juliana Furtado    | Ruthie Matthes     |

Gesamtwertung
| Platz | Name               | Punkte |
| ----- | ------------------ | ------ |
| 1.    | Juliana Furtado    |        |
| 2.    | Caroline Alexander |        |
| 3.    | Alison Sydor       |        |

### Männer Elite
| Rnd | Datum        | Ort                | Erster              | Zweiter             | Dritter             |
| --- | ------------ | ------------------ | ------------------- | ------------------- | ------------------- |
| 1   | 17. April    | Madrid             | John Tomac          | Thomas Frischknecht | David Juarez        |
| 2   | 24. April    | Elba               | Ned Overend         | John Tomac          | Ralf Berner         |
| 3   | 1. Mai       | Houffalize         | Henrik Djernis      | Daniele Bruschi     | Bart Brentjens      |
| 4   | 8. Mai       | Plymouth           | Henrik Djernis      | Tim Gould           | Bart Brentjens      |
| 5   | 18. Juni     | Mount Snow         | Thomas Frischknecht | Tim Gould           | Rune Høydahl        |
| 6   | 26. Juni     | Mont Sainte-Anne   | Thomas Frischknecht | Bart Brentjens      | Tim Gould           |
| 7   | 8. Juli      | Mammoth Lakes      | Gary Foord          | Bart Brentjens      | Tim Gould           |
| 8   | 31. Juli     | Cairns             | Bart Brentjens      | Ralf Berner         | Pavel Elsnic        |
| 9   | 7. August    | Lenzerheide        | Ned Overend         | Tim Gould           | Thomas Frischknecht |
| 10  | 4. September | Silver Star/Vernon | David Juarez        | Albert Iten         | Ned Overend         |

Gesamtwertung
| Platz | Name           | Punkte |
| ----- | -------------- | ------ |
| 1.    | Bart Brentjens |        |
| 2.    | Ned Overend    |        |
| 3.    | David Juarez   |        |

## Downhill

### Frauen Elite
| Rnd | Datum    | Ort                | Erste                  | Zweite                 | Dritte        |
| --- | -------- | ------------------ | ---------------------- | ---------------------- | ------------- |
| 1   | 11. Juni | Cap-d’Ail          | Anne-Caroline Chausson | Kim Sonier             | Missy Giove   |
| 2   |          | Bad Hindelang      | Missy Giove            | Anne-Caroline Chausson | Leigh Donovan |
| 3   |          | Mont Sainte-Anne   | Elke Brutsaert         | Missy Giove            | Regina Stiefl |
| 4   | 9. Juli  | Mammoth Lakes      | Kim Sonier             | Giovanna Bonazzi       | Regina Stiefl |
| 5   |          | Kaprun             | Missy Giove            | Anne-Caroline Chausson | Kim Sonier    |
| 6   |          | Silver Star/Vernon | Kim Sonier             | Anne-Caroline Chausson | Regina Stiefl |

Gesamtwertung
| Platz | Name                   | Punkte |
| ----- | ---------------------- | ------ |
| 1.    | Kim Sonier             |        |
| 2.    | Anne-Caroline Chausson |        |
| 3.    | Missy Giove            |        |

### Männer Elite
| Rnd | Datum    | Ort                | Erster          | Zweiter             | Dritter            |
| --- | -------- | ------------------ | --------------- | ------------------- | ------------------ |
| 1   | 11. Juni | Cap-d’Ail          | François Gachet | François Dola       | Nicolas Vouilloz   |
| 2   |          | Bad Hindelang      | François Gachet | Christian Taillefer | Franck Roman       |
| 3   |          | Mont Sainte-Anne   | Jürgen Beneke   | François Gachet     | Rob Warner         |
| 4   | 9. Juli  | Mammoth Lakes      | Jürgen Beneke   | John Tomac          | Todd Tanner        |
| 5   |          | Kaprun             | François Gachet | Nicolas Vouilloz    | Myles Rockwell     |
| 6   |          | Silver Star/Vernon | François Gachet | Myles Rockwell      | Stefano Migliorini |

Gesamtwertung
| Platz | Name             | Punkte |
| ----- | ---------------- | ------ |
| 1.    | François Gachet  |        |
| 2.    | Jürgen Beneke    |        |
| 3.    | Nicolas Vouilloz |        |